# André Thevet

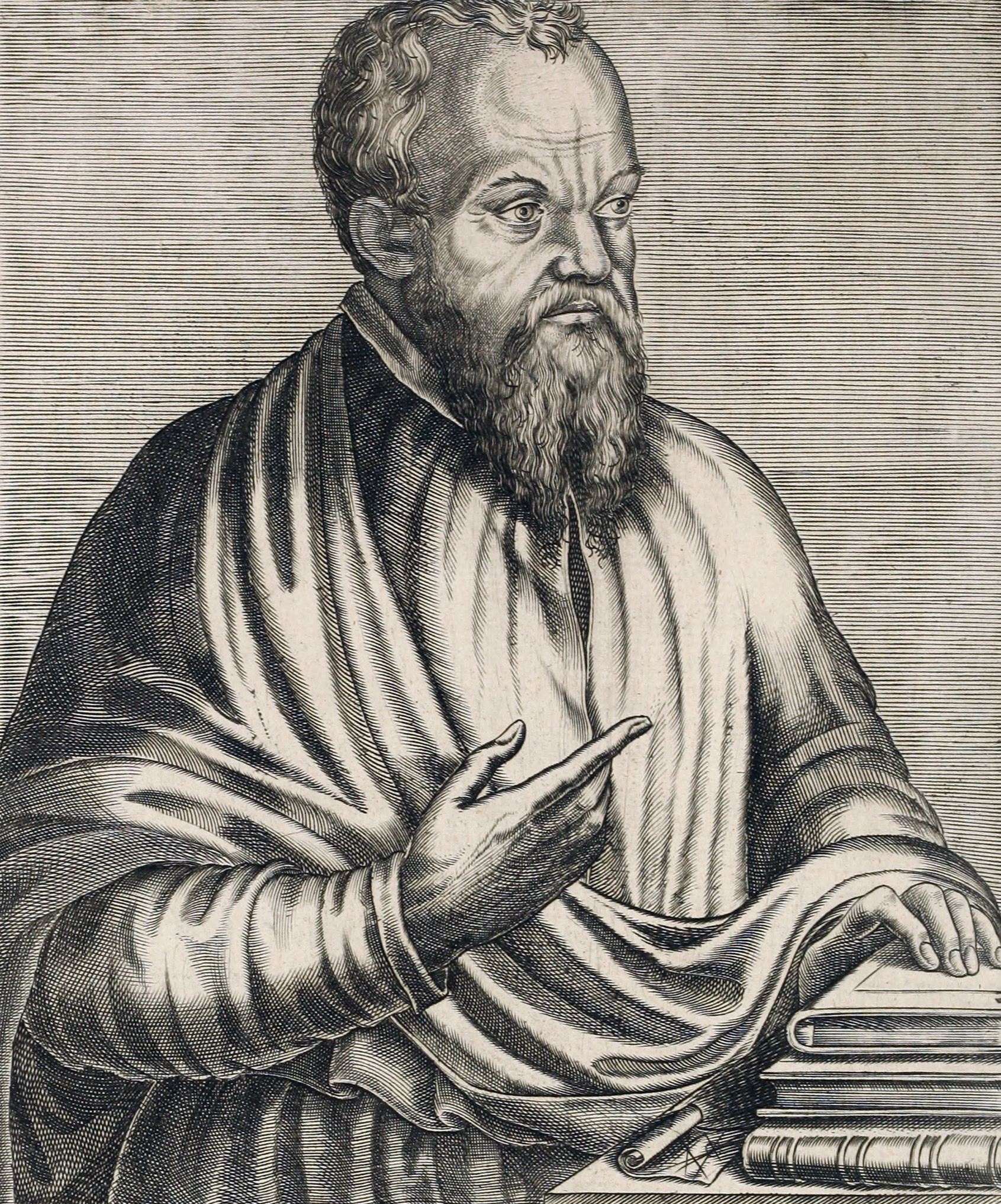
André Thevet

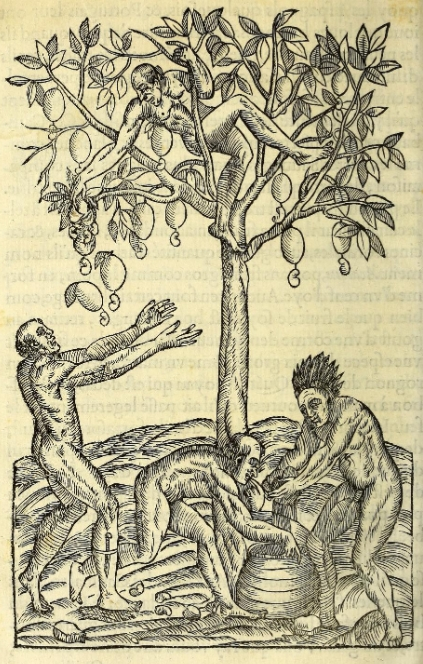
Ernte der Früchte eines Kaschubaums, Werk von Thevet

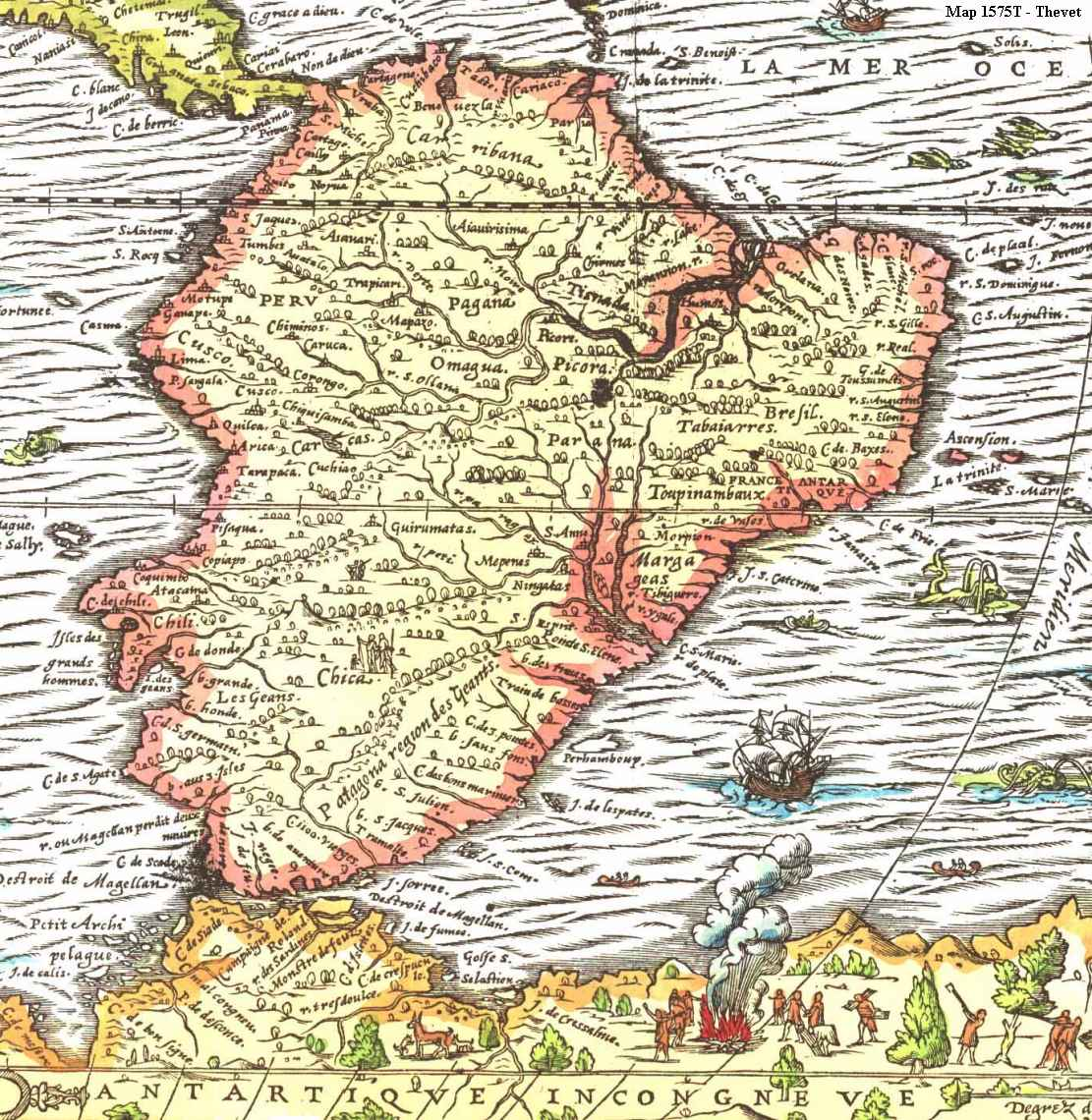
André Thevet: Karte Südamerikas, 1575

André Thevet (* 1516 in Angoulême; † 23. November 1592 in Paris) war ein französischer Naturforscher und Autor.

## Leben und Wirken
André Thevet wurde mit zehn Jahren in den Franziskaner-Konvent Angoulêmes aufgenommen. Von religiösen Gefühlen wenig bis gar nicht bewegt, studierte er die Literatur seiner Zeit. Thevet unternahm zur gleichen Zeit wie Guillaume Rondelet (1539) eine Italienreise. Auf vielen Reisen erfüllte er anschließend verschiedene Aufträge seiner Gönner und Beschützer Franz I., der Familien La Rochefoucauld und Guise.
In Piacenza freundete er sich mit Kardinal Jean de Lorraine an. Er unternahm mit dessen finanzieller Unterstützung ab Juni 1549 eine Reise in die Levante. Er besuchte Kreta und die Ägäischen Inseln und verbrachte ab November 1549 ein gutes Jahr in Konstantinopel. Er traf dort auf die wissenschaftliche und politische Mission des Grafen Gabriel de Luetz. Möglicherweise betätigte sich Thevet in dieser Zeit auch als Spion für die französische Krone und andere. Bis Alexandria von Pierre Gilles begleitet, verließ Thevet Konstantinopel in Richtung Ägypten über Rhodos und Athen und reiste anschließend nach Palästina. Anfang Mai 1552 verließ er Jerusalem und kehrte über Zypern, Rhodos und Sizilien nach Frankreich zurück. Danach verfasste er mit Hilfe von Assistenten einen Bericht über seine Reise unter dem Titel Cosmographie du Levant der 1554 erschien.
1555/1556 nahm Thevet als Seelsorger (Aumònier) an der Expedition des Vize-Admirals Villegagnon mit dem Ziel Brasilien teil. Die Expedition sollte die französische Kolonisierung Brasiliens erreichen, endete aber de facto als Forschungsexpedition ohne nennenswerte politische Erfolge. Man erreichte die Bucht von Guanabara (Rio de Janeiro) am 10. November 1555. Thevet war krank und konnte nicht von Bord gehen. Er wurde mit dem nächsten Schiff, Ende Januar 1556 zurück nach Frankreich gebracht.
Thevet verfasste einen der frühesten Reiseberichte über Brasilien, Les Singularités de la France antarctique (1557). Die darin enthaltenen Beschreibungen der Tupinambá-Indianer, der Tier- und Pflanzenwelt Brasiliens sowie von örtlich vorkommenden Mineralien, Töpferwaren und Waffen, die Thevet im Verlauf der Reise gesammelt hatte, machten (trotz einiger grober Fehler und unglaubwürdiger „Sensationsberichte“) Geschichte. Unter anderem berichtete er zuerst über den Maniok, die Ananas, die Erdnuss und den Tabak, außerdem den großen Spixara, das Faultier und den Tapir.
Thevet wurde Beichtvater von Katherina von Medici und war Königlicher Geograph von vier französischen Königen. Dazu kamen weitere Ämter. Er war unter anderem für das königliche Kuriositätenkabinett (Völkerkunde- und Naturalienmuseum) in Fontainebleau verantwortlich. Mit seinem achtbändigen Werk Les Vrais pourtraits et vies des hommes illustres (Wahrhaftige Portraits und Lebensbeschreibungen berühmter Männer) wurde er zum Biographen.

## Schriften (Auswahl)
- Cosmographie de Levant. Lyon 1554 (Digitalisat).
- Les singularitez de la France antarctique, autrement nommée Amérique, et de plusieurs terres et isles découvertes de nostre tems. Paris 1557.
  - Christoffel Plantijn, Antwerpen 1558 (Digitalisat).
  - Singolarità della Francia Antarctica. Hg., Anm. und Übers. Giulia Bogliolo Bruna. Diabasis, Reggio Emilia 1997.
- La cosmographie universelle d’André Thevet, illustrée de diverses figures des choses plus remarquables veuës par l’auteur. 2 Bände, Paris 1575 (Band 1, Band 2).
- Les Vrais pourtraits et vies des hommes illustres grecz, latins et payens, recueilliz de leurs tableaux, livres, médalles antiques et modernes. Paris 1584 (Digitalisat).